# Gert Schneider (RAF-Mitglied)
Gert Richard Schneider (* 10. Dezember 1948 in Berlin) ist ein ehemaliger deutscher Terrorist der Rote Armee Fraktion (RAF). Er wurde am 10. November 1977 gemeinsam mit Christof Wackernagel in Amsterdam festgenommen. 1980 wurde er in Düsseldorf wegen der Schießerei bei der Festnahme zu 15 Jahren Freiheitsentzug wegen versuchten Mordes verurteilt. 1983 distanzierte er sich von der RAF und wurde 1987 vorzeitig aus der Haft entlassen.

## Leben
Schneider studierte ab 1970 Mathematik an der Universität Kaiserslautern. 1971 trat er der SPD bei und engagierte sich im Sozialistischen Hochschulbund. Im Sommer 1972 wurde er Referent für Hochschulfragen des Allgemeinen Studentenausschusses (AStA) der Universität. Unzufrieden mit der Politik des Sozialistischen Hochschulbundes schloss er sich der Gruppe „Antifaschistischer Kampf“ an. Er engagierte sich gegen die Isolationshaft der RAF-Gründungsmitglieder und verteilte vor dem Landgericht Kaiserslautern Flugblätter, auf denen gegen die Haftbedingungen Klaus Jünschkes protestiert wurde.
Im Frühjahr 1977 stand Schneider wegen Urkundenfälschung vor Gericht. Als im Juni 1977 die Räume des AStAs Kaiserslautern durchsucht wurden, war er an einer Auseinandersetzung mit der Polizei beteiligt. Ende September 1977 tauchte er unter, beschaffte sich eine Waffe und gefälschte Papiere.
Nach der Schleyer-Entführung reiste Gert Schneider wie auch Christof Wackernagel und Monika Helbing in die irakische Hauptstadt Bagdad, wo die Volksfront zur Befreiung Palästinas Ausbildungslager unterhielt. Auch Susanne Albrecht, Friederike Krabbe, Elisabeth von Dyck, Brigitte Mohnhaupt und Peter-Jürgen Boock kamen nach Bagdad.
Im November 1977 reisten Schneider und Wackernagel nach Amsterdam, um Schmerzmittel für Peter-Jürgen Boock zu beschaffen. Dabei betraten sie am Abend des 10. November 1977 eine konspirative Wohnung, die von der niederländischen Polizei observiert wurde. Noch am selben Abend wurden Schneider und Wackernagel an einer Telefonzelle gestellt und nach einem Schusswechsel festgenommen. Schneider zündete dabei eine Handgranate und wurde selbst durch mehrere Schüsse schwer verletzt. Im Oktober 1978 wurden Schneider und Wackernagel nach Deutschland ausgeliefert und 1980 vom Oberlandesgericht Düsseldorf zu fünfzehn Jahren Freiheitsstrafe wegen versuchten Mordes verurteilt. Die Strafe verbüßte er überwiegend in der Justizvollzugsanstalt Bochum.
Schneider distanzierte sich 1983 von der RAF und wurde 1987 vorzeitig aus der Haft entlassen. Er lebte bis zur Rente als Filmkaufmann in Frankfurt am Main.

## Veröffentlichungen
- M. A. W. van de Hanegraaff Colff, Gert Schneider und Christof Wackernagel (Hrsg.): Der Prozess gegen Christof und Gert ist ein Prozess gegen die RAF. Dokumentation zum Düsseldorfer RAF-Prozess gegen Gert Schneider und Christof Wackernagel. Selbstverl.; Politische Buchh, Amsterdam, Bochum 1980.
- M. A. W. van de Hanegraaff Colff, Gert Schneider und Christof Wackernagel: Erklärung "zur Sache". Der "Angeklagte" heisst RAF. Selbstverl.; Politische Buchh, Amsterdam, Bochum 1980.
- Was Sie schon immer von der RAF wissen wollten, in: Die Tageszeitung, 31. Januar 1984, S. 9.